# 居延 (地名)
居延，原為古代民族名稱，至西漢時轉化為中国古代地名，位于今甘肃省酒泉市金塔县境内的黑河沿岸以及内蒙古自治区额济纳旗境内。

## 歷史
據顏師古註，居延原為隸屬於匈奴的民族，其居住地因此也被稱為居延。居延人原居住在弱水上游，歸附漢朝的居延人，遷居到張掖郡居延縣。
漢武帝時为防范匈奴进犯，於前102年在此地筑城，成为西汉边防要塞。后因气候变化等因素，城塞开始没落，由一个水草丰美的绿洲逐渐变成荒漠戈壁。東漢末年，城塞廢棄。
1930年，中瑞西北科学考察团首次發掘居延遺址，並且發現居延漢簡。1988年，居延遺址被列入第三批全国重点文物保护单位。